# Astragalus subspongocarpus
Astragalus subspongocarpus är en ärtväxtart som beskrevs av Pavel Nikolaevich Ovczinnikov och M.R. Rassulova. Astragalus subspongocarpus ingår i släktet vedlar, och familjen ärtväxter. Inga underarter finns listade i Catalogue of Life.